# Nara Park
A Nara Park (奈良公園 Nara Kōen) egy közpark Japánban, Nara városában, a Vakakusza hegy lábánál. 1880-ban alapították. A Nara prefektúrához tartozik. A park egyike a „Festői Szépségű Helyeknek”, amit az Oktatási, Kulturális, Sport, Tudomány és Technológia Minisztérium (MEXT) jelölt meg így. A Nara Park híres a templomairól és sajátos kertjeiről, melyek eleinte magántulajdonban voltak, ma már azonban megnyíltak a közönség felé. Ezek a kertek sokban hozzájárulnak a templomok festői látványához. A park hivatalosan 502 hektár, de a hatalmas szentélyekkel és templomokkal együtt körülbelül 660 hektár lehet.

## Látványosságok

### Templomok
- Tódaidzsi(東大寺): itt található a világ egyik legnagyobb Buddha szobra, a híres Daibucu (大仏); a gigantikus bejárati kapu, a Nandaimon, melyet két félelmetes szobor őriz, a Kongó Rikishi; Daibucuden, amiben négy további hatalmas szobor található, a bejáratánál pedig Jakusi-Nyorai, a gyógyítás Buddhája helyezkedik el.
- Kófukudzsi (興福寺): A Fudzsivara klán építtette a 8. században. A pagodája a második legmagasabb pagoda Japánban. (Az első a Kiotóban található Todzsi templom pagodája.) Híres az itt található Kófuku-dzsi Nemzeti Kincs Múzeum és a Keleti Arany Csarnoka.
- Himuro szentély (氷室神社 Himuro Jinja): 1217-ben épült. Híres a cseresznye fáiról.
- Kaszuga-taisa szentély (春日大社): Nara legjobban becsben tartott szentélye, mivel a város védelméért felelős. Ugyanakkor épült mint maga Nara városa. Mint minden Isze szentélyt, ezt is 20 évente lerombolják és újjá építik. Híres a bronzból és kőből épült lámpásairól, melyeket évente kétszer világítanak ki (februárban és augusztusban).
- Sin-Jakusidzsi (新薬師寺): Egyetlen csarnok, melyben tizenkettő kegyetlen harcost ábrázoló szobor található, akik egy gyógyító Buddha szobrot őriznek (Jakusi buddha).

### Kertek
- Iszuien kert (依水園) ~ A Josikigava folyó táplálja (a folyó másik oldalán a Josikien kert található). A Tódai-dzsi templom és a Vakakusza hegy látképét még vonzóbbá teszi. Számos teaház található benne. A kert elülső része régebbi, 17. századi, a többi részét 1899-ben építették. A kert mellett egy múzeum helyezkedik el, melyben ősi kínai és koreai dísztárgyak vannak kiállítva.
- Josikien kert (吉城園) ~ Három egyedülálló része van: a tó kert, a moha kert és a tea ceremónia kert. A Kófuku-dzsi templom korábbi papjainak rezidenciáihoz tartozik.
- Kaszuga Taisa Sinen Manjo Botanikus kert ~ Ez a kert körülbelül 250 fajta növényt mutat be, melyeket a Manjósúban (Japán legrégebbi versgyűjteményében) jellemeztek. A kert nagy részében lilaakác virágok vannak.

### Egyéb
- Szaruszava tó (猿沢の池) ~ Nagyon népszerű kilátópont a Kófuku-dzsire.
- Nara Nemzeti Múzeum (奈良国立博物館) ~ A világ egyik legjobb buddhista műveket kiállító múzeuma. Szobrok, festmények, tekercsek és ünnepséghez használatos eszközöket lehet itt megtekinteni. A Nemzeti Kincs Csarnokban jelentős szobor gyűjtemény van kiállítva.
- Ukimidó (浮見堂) ~ Nyolcszögletű épület, melyet a Sagiike tóra építettek. Úgy látszik, mintha a vízen lebegne.
- Kaszuga-jama hegy ősi erdeje (春日山原生林) ~ Egy szinte érintetlen ősi erdő, melyben kijelölt útvonalakon a Kaszuga Taisahoz és néhány másik látványossághoz lehet eljutni.
- Szarvasok (鹿) ~ A narai szarvasok régen szent állatokként voltak számon tartva, ma már természeti kincsként. A Nara Parkban szinte mindenhol megtalálhatóak. Szelídek és nem riadnak meg az emberektől. „Szarvas kekszet” lehet vásárolni, amivel a látogatók etethetik is őket.

#### Képek

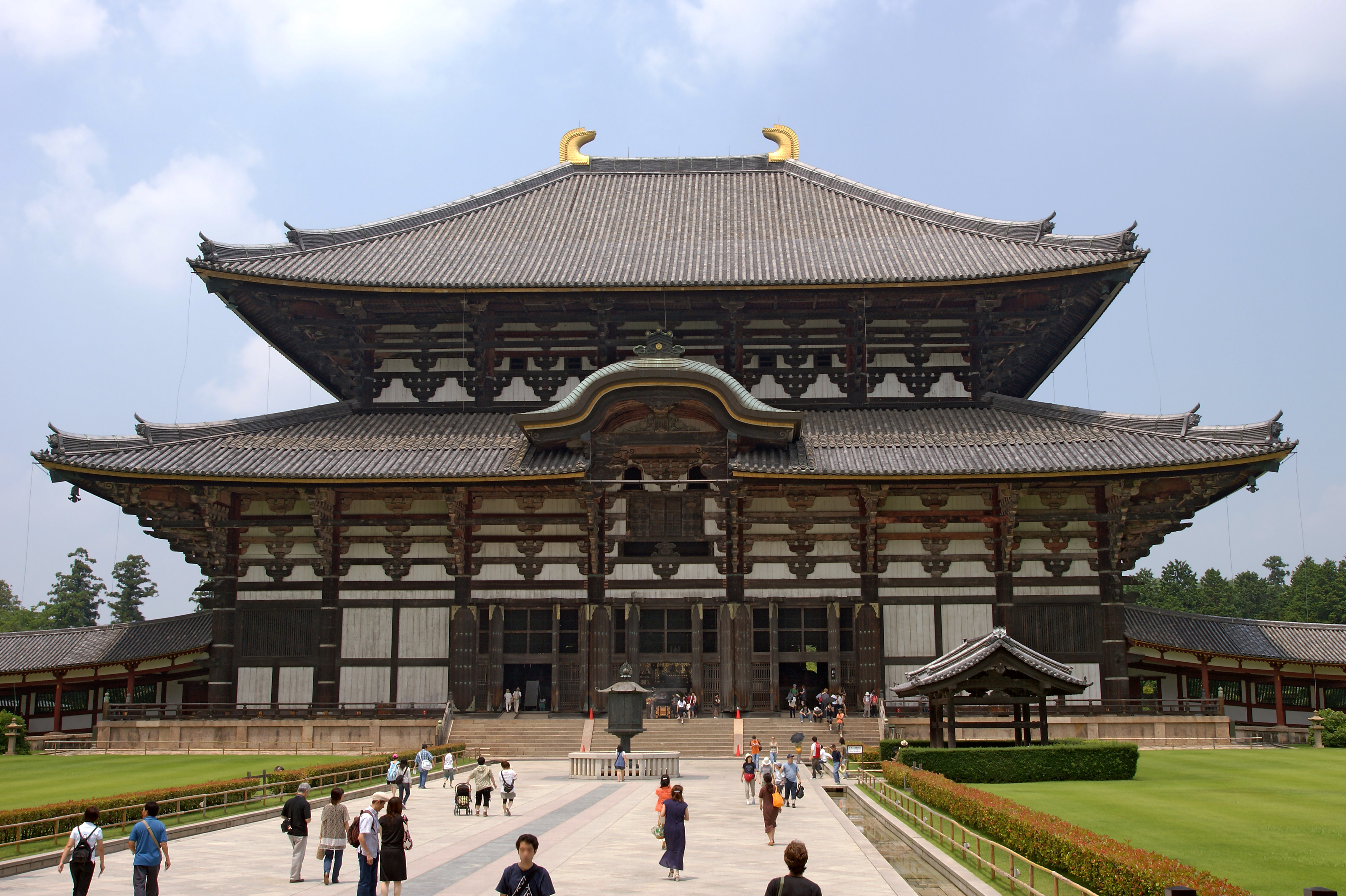
Daibucuden, Tódaidzsi
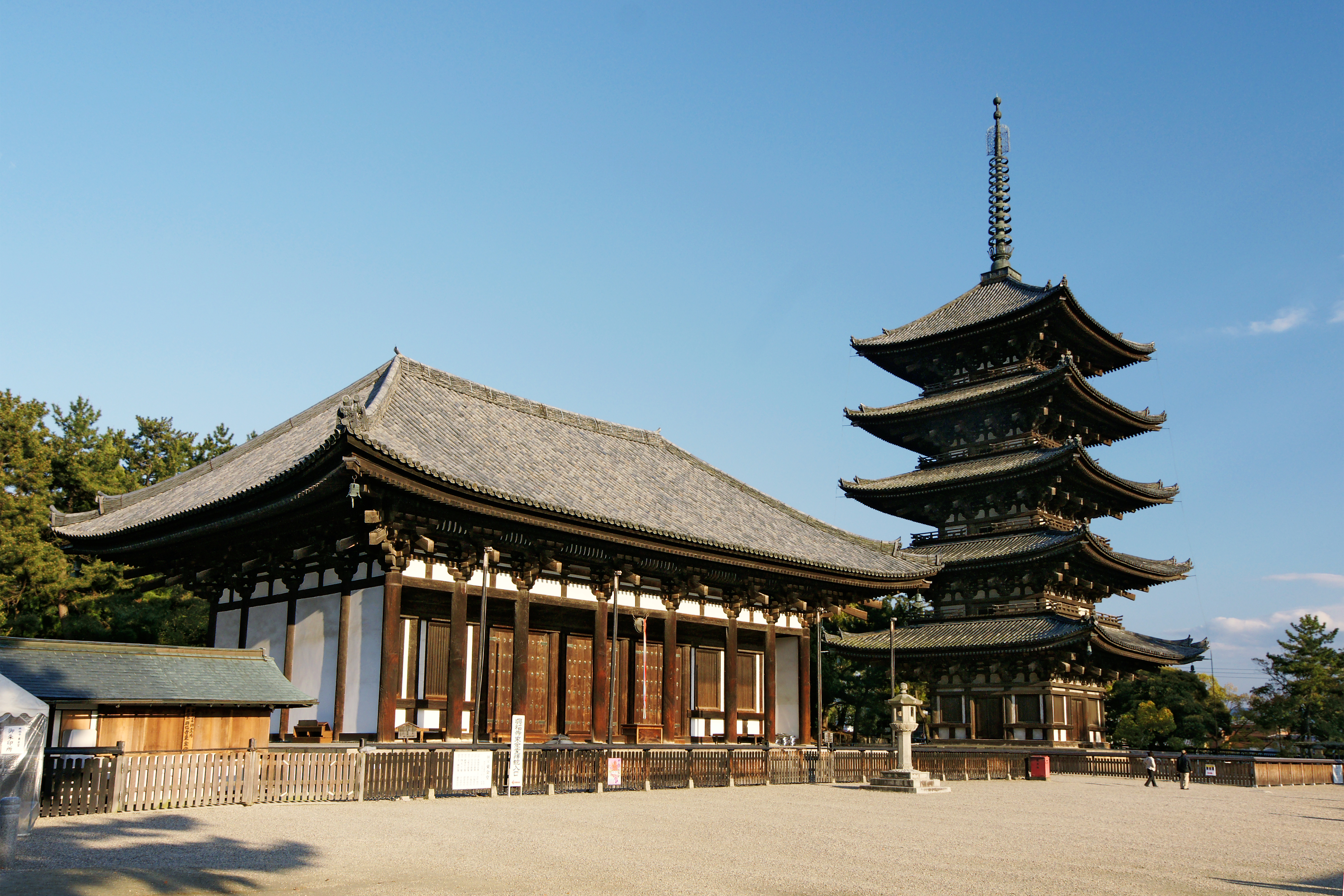
Kófukudzsi
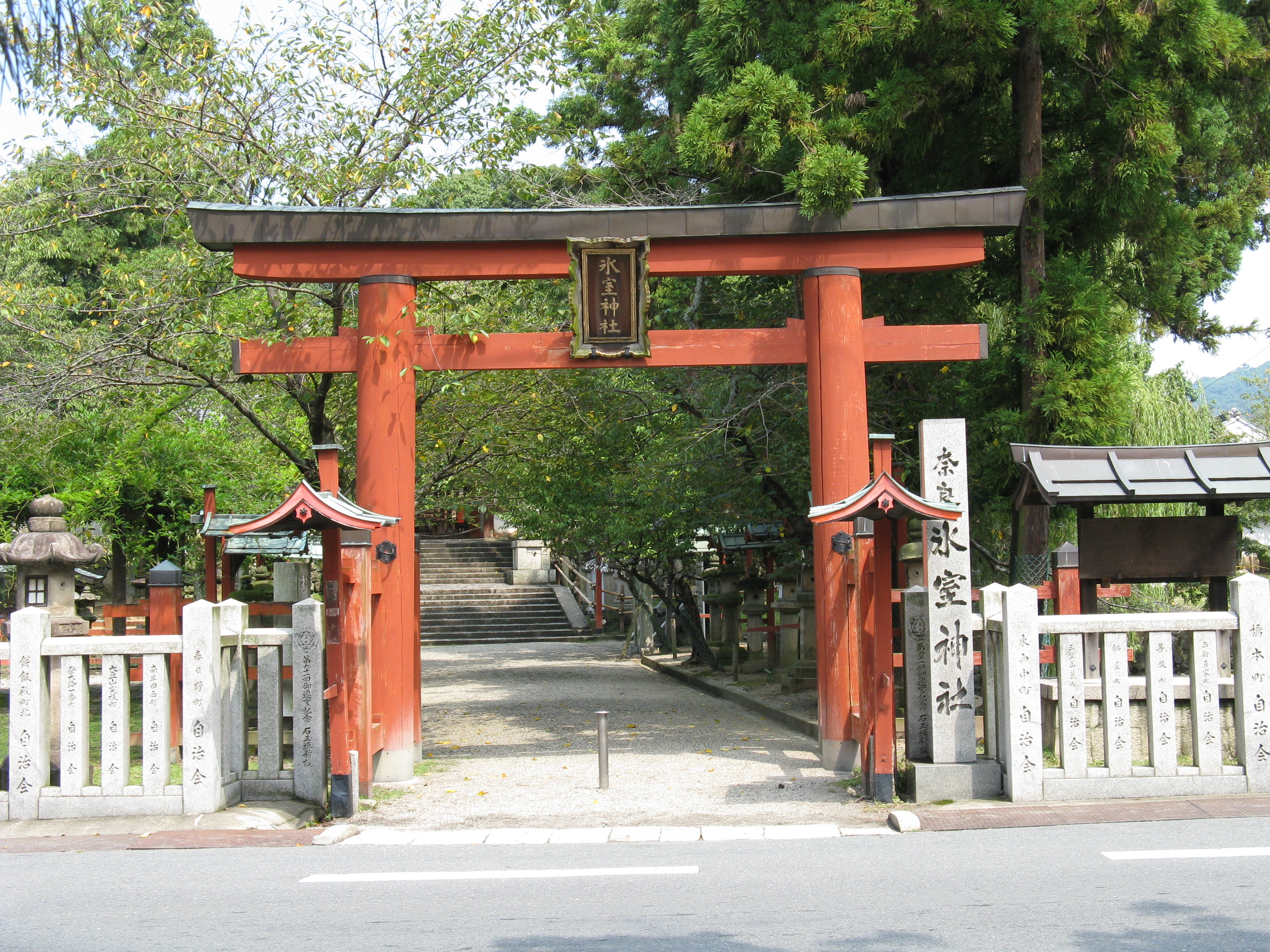
Himuro szentély
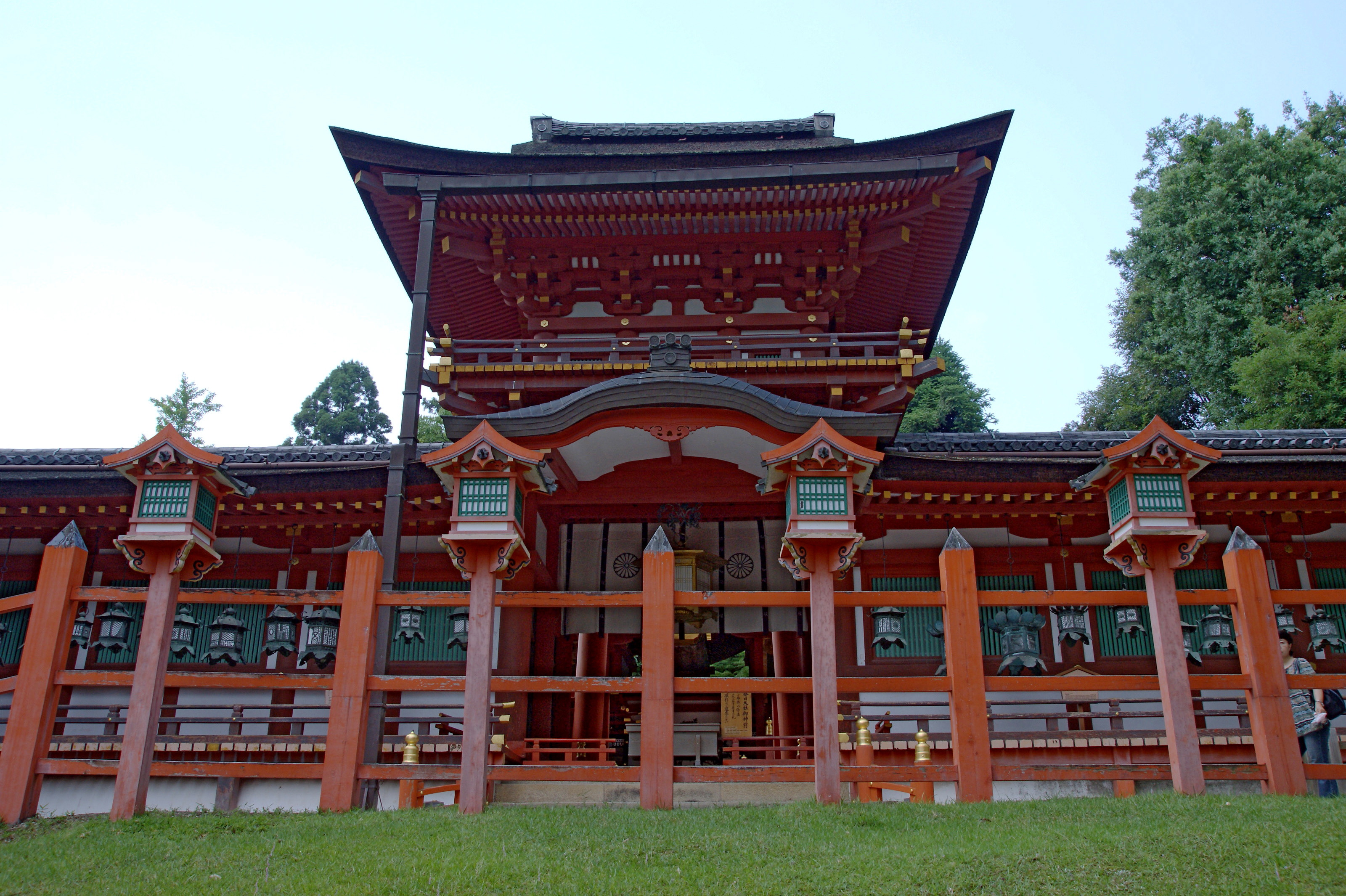
Kaszuga-taisa szentély
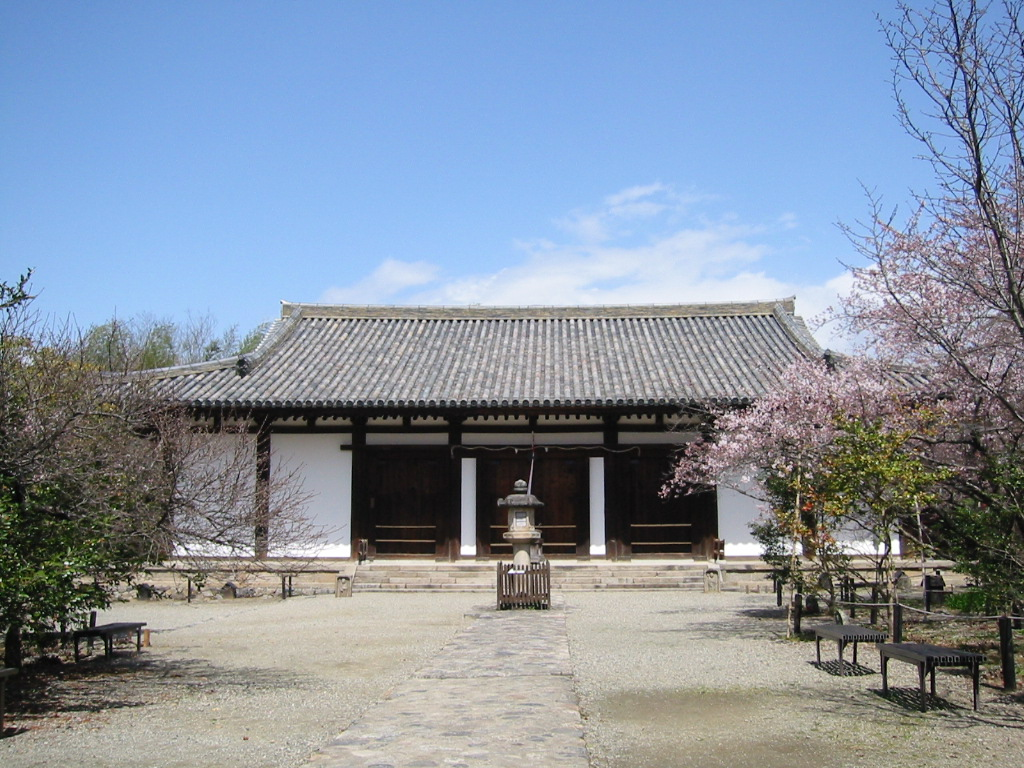
Sin-Jakusidzsi
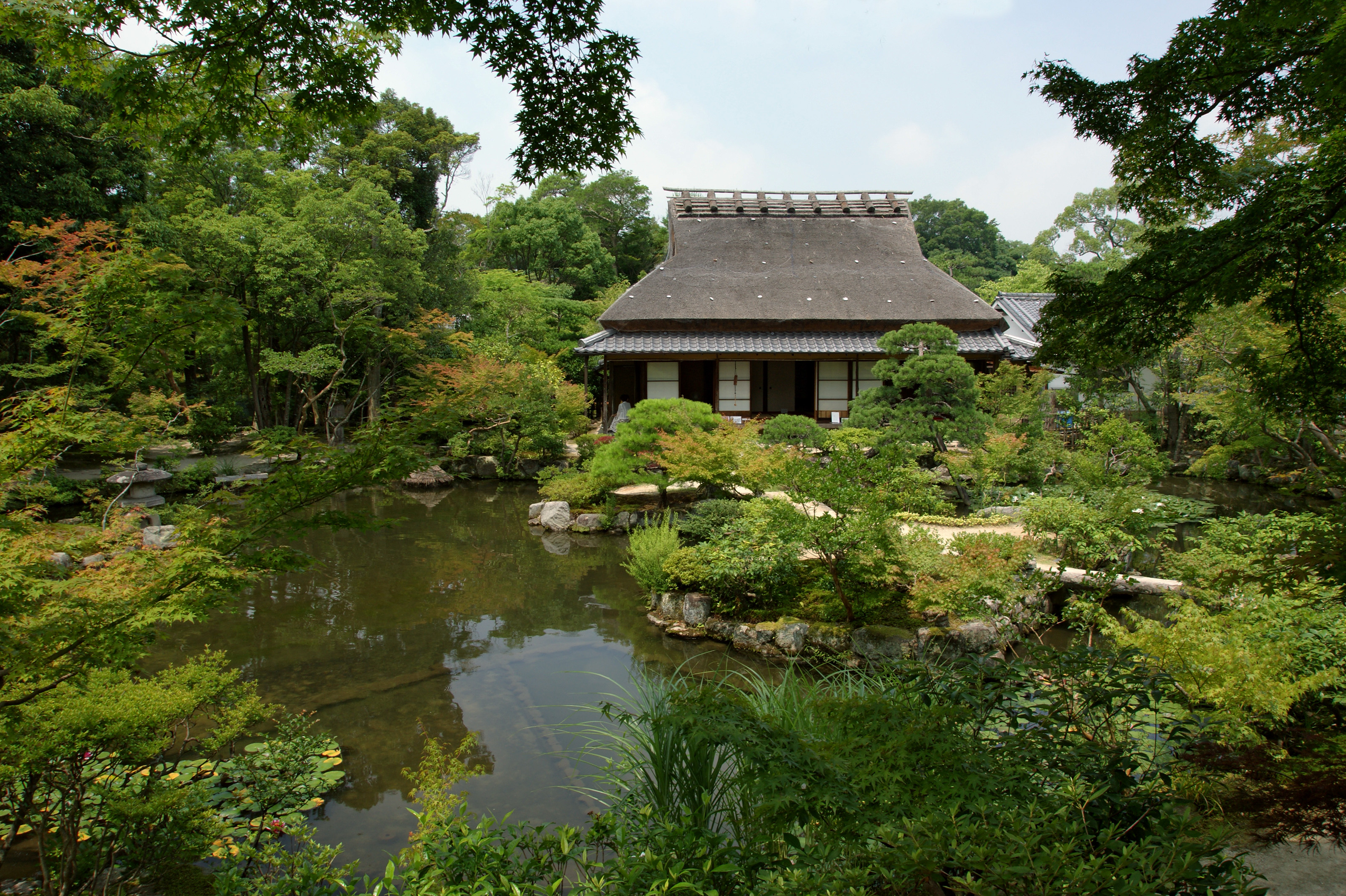
Isuien kert teaházzal
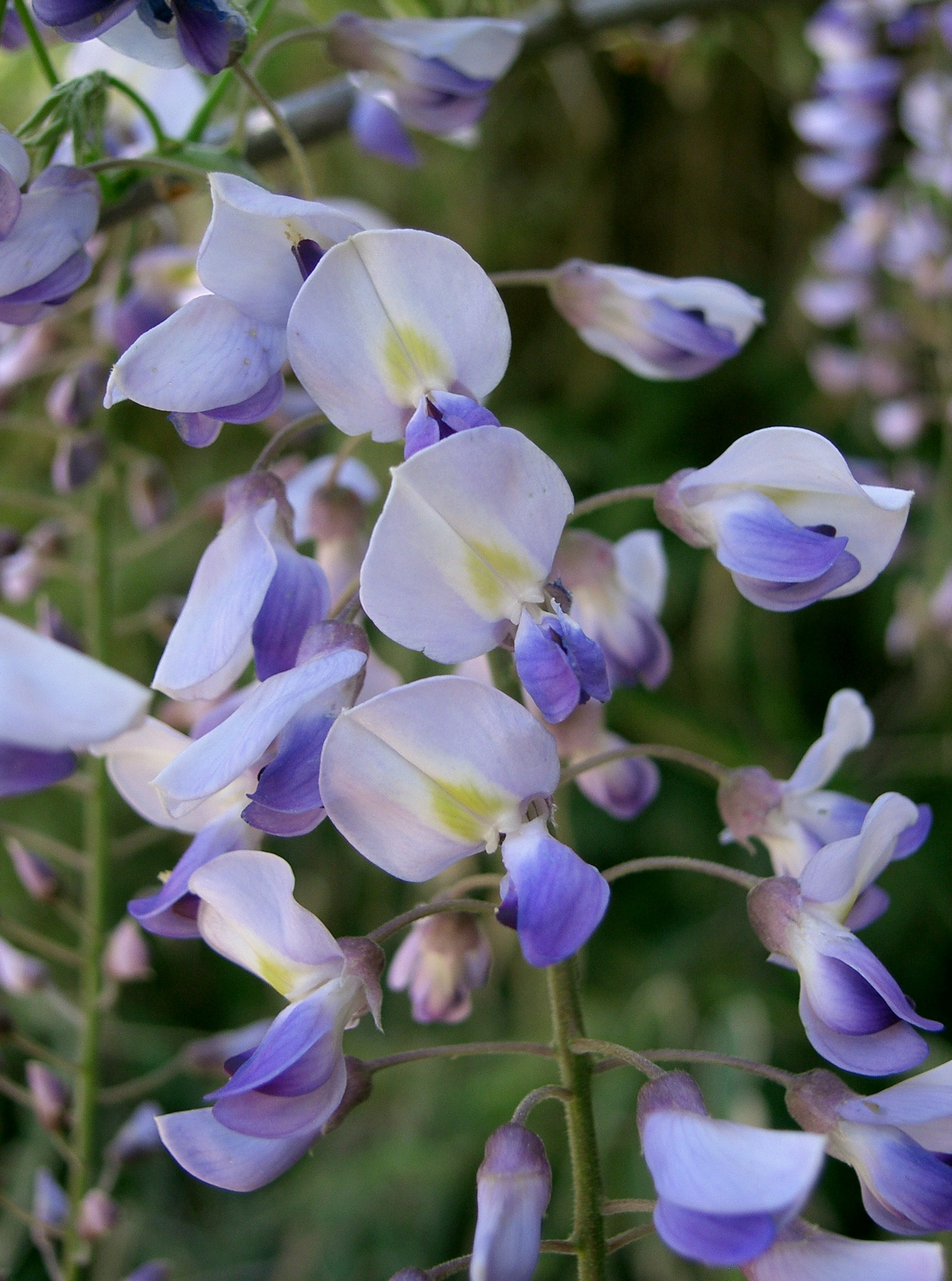
Lilaakác
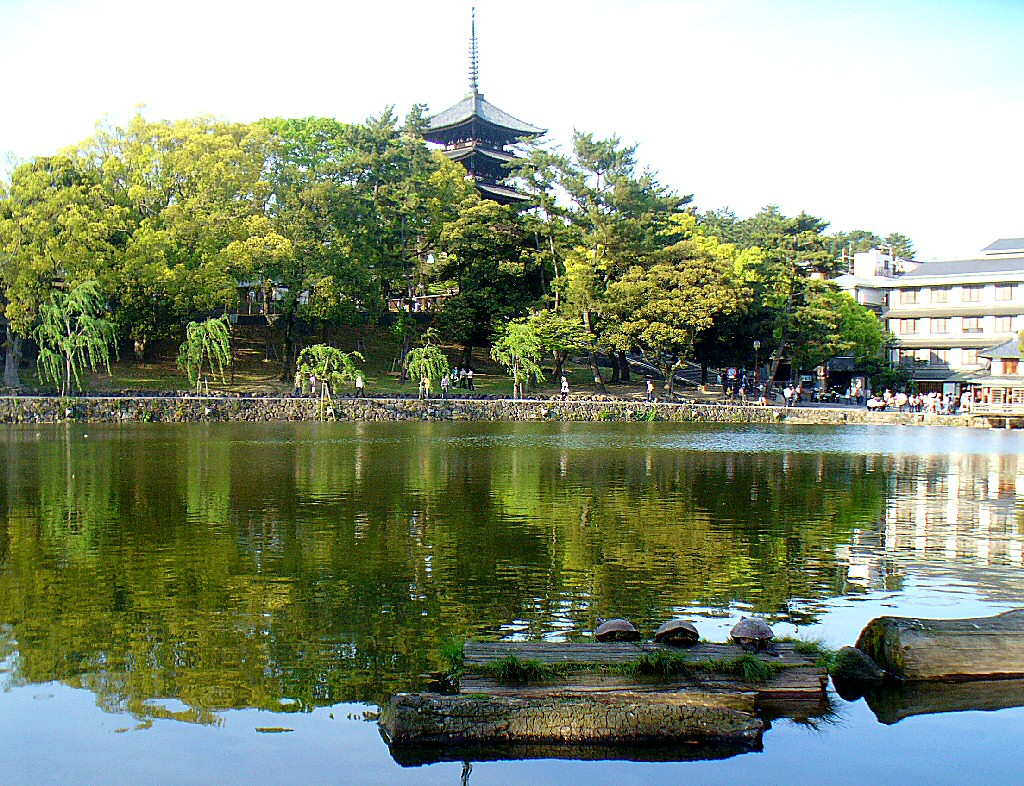
Szaruszava tó
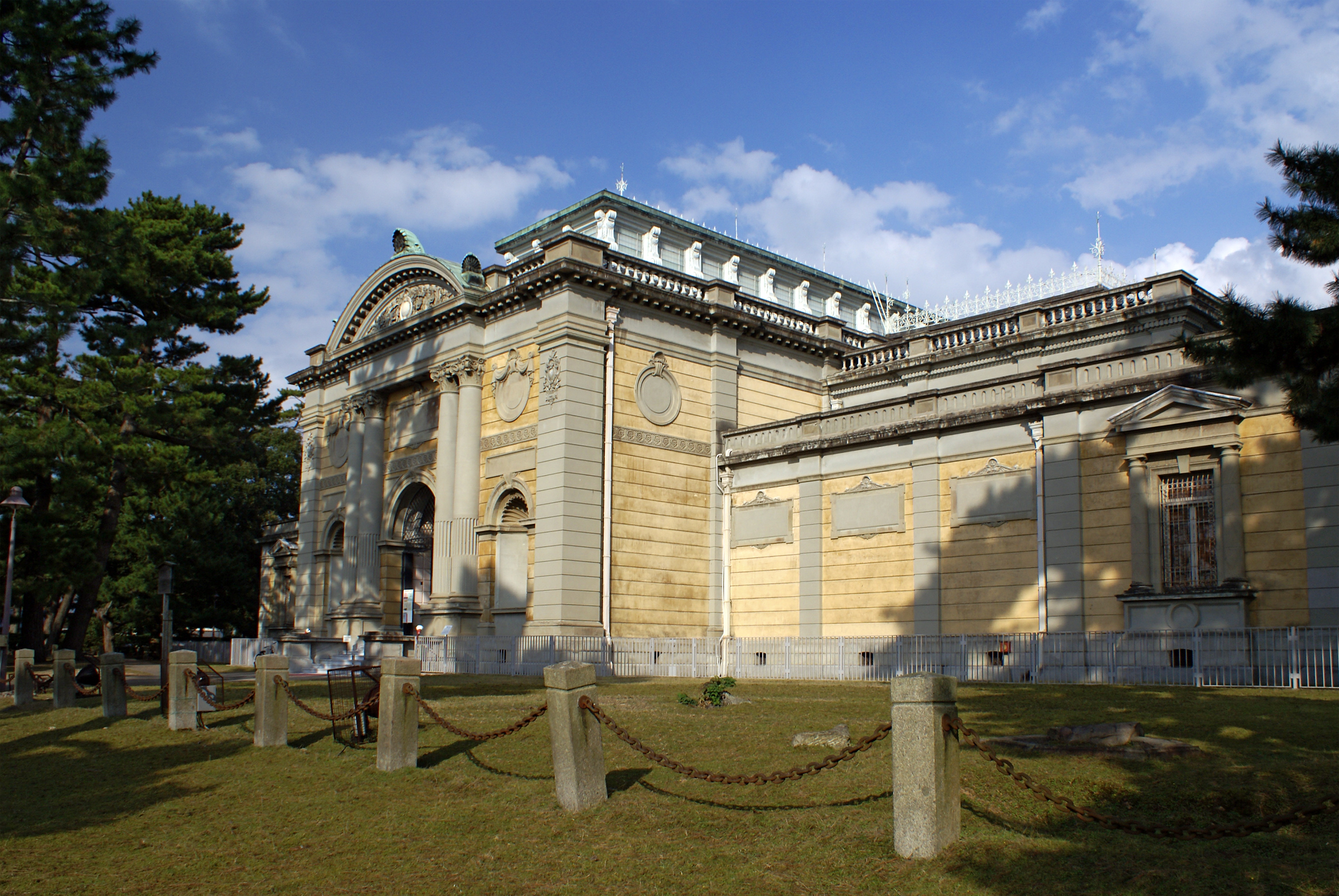
Narai Nemzeti Múzeum
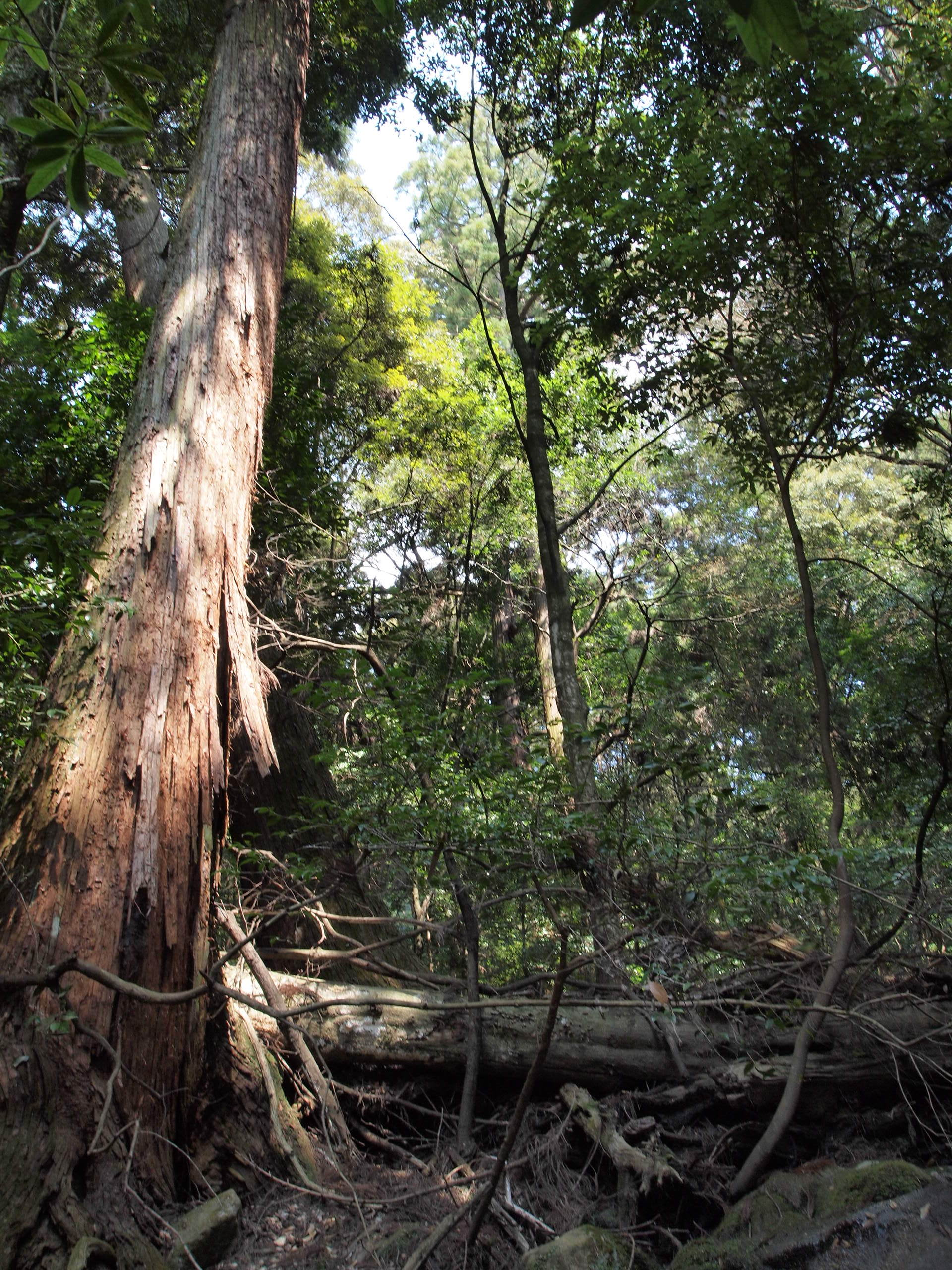
Az ősi erdő
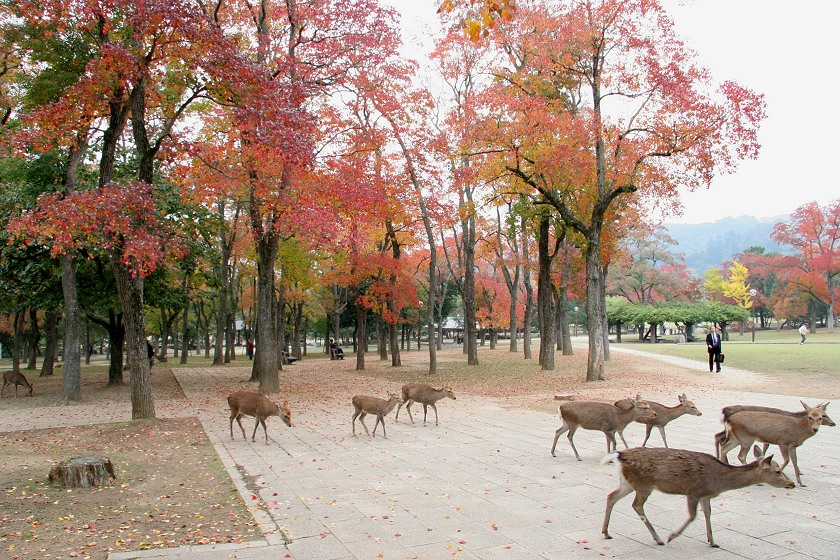
Szarvasok Narában